# 凯奥雷斯
凯奥雷斯（法語：Keolis），是总部位于巴黎的一家法国的公司，它是世界上最大规模的私人运输公司。其运营业务包括铁路、电车、公交、缆车、无轨电车和机场业务。  法国国家铁路占有凯奥雷斯70%的股份，魁北克储蓄投资集团则占有30%的股份。
2013年， 凯奥雷斯盈利51亿欧元。 截止2013年12月，凯奥雷斯共在法国、澳大利亚、比利时、加拿大、中国、丹麦、德国、印度、中国、阿联酋、卢森堡、荷兰、挪威、葡萄牙、瑞典、英国和美国拥有54600名员工。它也是法国最大的公共交通服务运营商。

## 运营

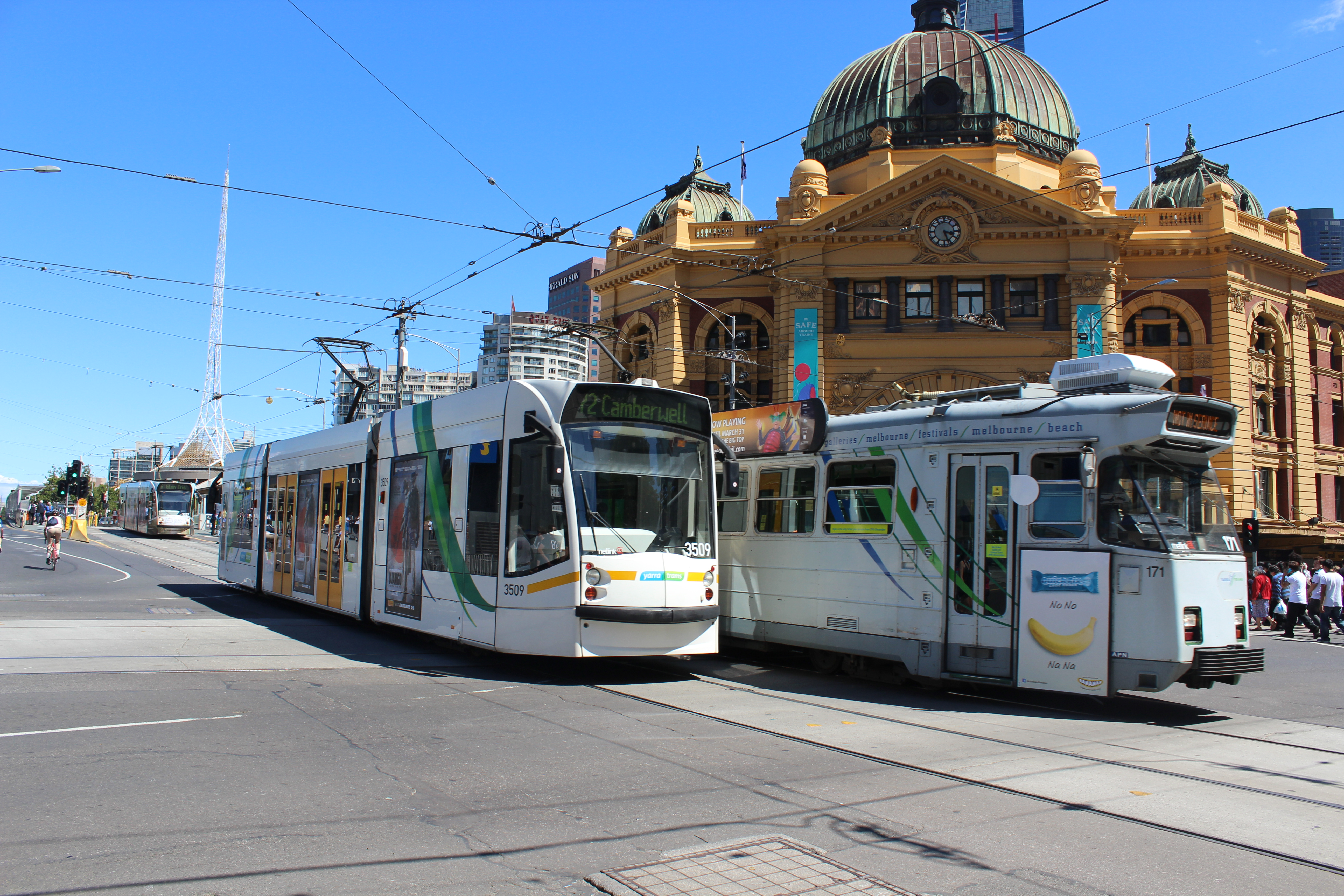
凯奥雷斯运营的电车，位于墨尔本弗林德斯街車站。

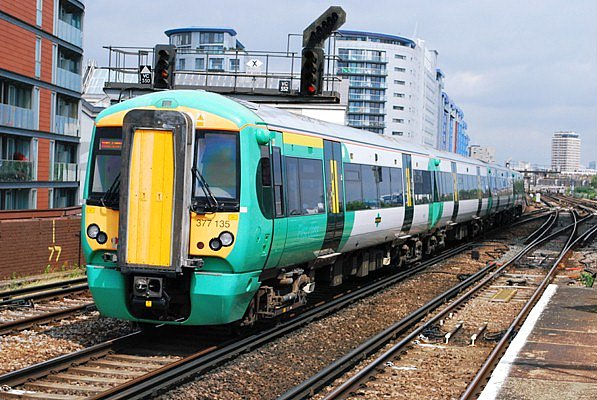
南方铁路Class 377列车

### 澳大利亚
凯奥雷斯持有50%Keolis Downer的股权，其自2009年11月起开始运营墨爾本輕鐵。Keolis Downer也在2014年七月起开始运行位于黄金海岸的 G:link 轻轨。
2015年3月时, Keolis Downer买下澳大利亚的公交企业Australian Transit Enterprises，它运行着昆士兰、西澳大利亚和南澳大利亚的公交，并有930辆公交车辆。
Keolis Downer 從2017年7月1日起接手新南維爾士州的紐卡斯爾運輸（Newcastle Transport）的巴士業務。紐卡斯爾運輸也會於2019年起開始營運紐卡斯爾輕軌。

### 中国
凯奥雷斯与上海申通地铁集团有限公司合资建立上海申凯公共交通运营管理有限公司。上海申凯目前运营上海轨道交通浦江线、浦东机场捷运和深圳机场旅客捷运系统，并曾运营松江有轨电车。此外上海申凯也参与了一些上海市以外的项目。
凯奥雷斯集团也与武汉交通工程建设投资集团合作建设武汉市天河机场综合交通枢纽项目，并负责运营。

### 挪威
凱奧雷斯與挪威交通營辦商第一峽灣（Fjord1）共同成立凱奧雷斯瑞典，現時負責營運卑爾根輕鐵。